# Model de afaceri

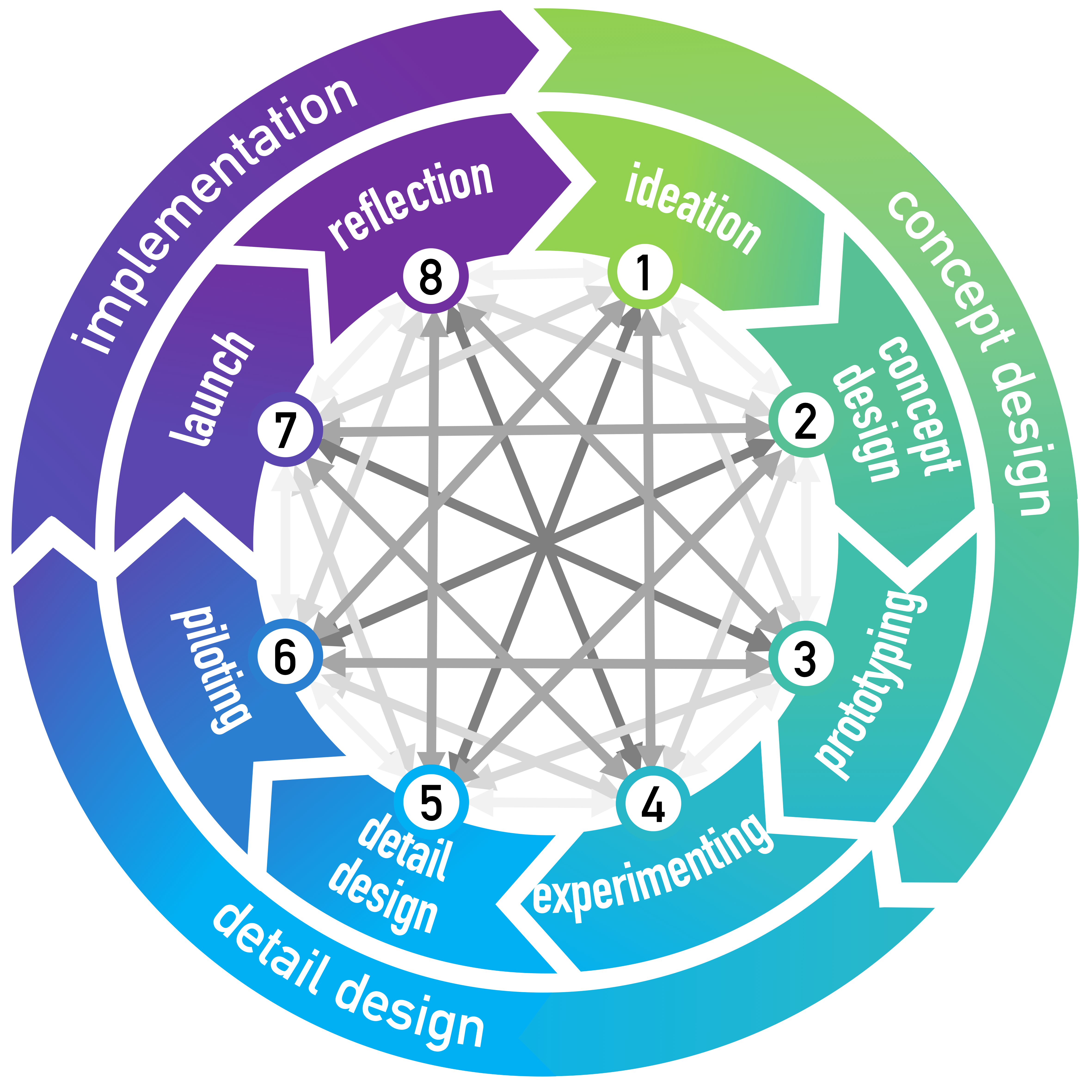
Inovarea modelului de afaceri este un proces repetat și cu potențial circular.

Un model de afaceri descrie modul în care o organizație creează, furnizează și captează valoarea în contexte economice, sociale, culturale sau de altă natură. Procesul de construire și modificare a modelului de afaceri este numit, de asemenea, inovare a modelului de afaceri și face parte din strategia de afaceri.
Atât în teorie, cât și în practică, termenul model de afaceri este folosit pentru o gamă variată de descrieri formale și informale pentru a reprezenta aspectele cheie ale unei organizații sau afaceri, inclusiv scopul, procesul de afaceri, clienții țintă, ofertele, strategiile, infrastructura, structurile organizaționale, sursele, practicile comerciale și procesele și politicile operaționale, inclusiv cultura.

## Context
Literatura de specialitate a oferit interpretări și definiții foarte diverse pentru conceptul de model de afaceri. O revizuire sistematică a literaturii de specialitate și o analiză a răspunsurilor managerilor la un sondaj pe această temă definesc modelele de afaceri ca fiind proiectarea structurilor organizaționale pentru a pune în aplicare o oportunitate comercială. Alte extinderi ale acestei logici de proiectare pun accentul pe utilizarea narațiunii sau a coerenței în descrierile modelelor de afaceri ca mecanisme prin care antreprenorii creează firme în creștere cu un succes extraordinar.

Modelele de afaceri sunt utilizate pentru a descrie și clasifica întreprinderile, în special într-un cadru antreprenorial, dar sunt folosite și de către managerii din cadrul companiilor pentru a explora posibilitățile de dezvoltare viitoare. Modelele de afaceri bine cunoscute pot funcționa ca niște „rețete” pentru managerii creativi. Modelele de afaceri sunt, de asemenea, menționate în unele cazuri în contextul contabilității în scopul raportării publice.

## Istorie
De-a lungul anilor, modelele de afaceri au devenit mult mai sofisticate. Modelul de afaceri cu momeală și cârlige (denumit și „ modelul de afaceri cu lame de ras” sau „modelul de afaceri cu produse legate”) a fost introdus la începutul secolului al XX-lea. Aceasta presupune oferirea unui produs de bază la un cost foarte scăzut, adesea punându-l la vânzare cu pierdere („momeala”), apoi perceperea unor sume compensatorii recurente pentru reumpleri sau produse sau servicii asociate („cârligul”). Exemplele includ: brici (momeală) și lame (cârlig); telefoane mobile (momeală) și timpul de antenă (cârlig); imprimante pentru calculator (momeală) și reîncărcările pentru cartușe de cerneală (cârlig); aparatele foto (momeală) și hârtia fotografică (cârlig). O variantă a acestui model a fost adoptată de Adobe, un dezvoltator de software care a oferit gratuit programul său de cititire de documente, dar a cerut câteva sute de dolari pentru programul său de scriere de documente.
În anii 1950, noi modele de afaceri au apărut de la restaurantele McDonald's și de la compania Toyota. În anii 1960, inovatorii au fost Wal-Mart și Hypermarkets. În anii 1970 au apărut noi modele de afaceri de la FedEx și Toys R Us. În anii 1980 de la Blockbuster, Home Depot, Intel și Dell Computer și în anii 1990 de la Southwest Airlines, Netflix, eBay, Amazon.com și Starbucks .
În prezent, tipul de model de afaceri poate depinde de modul în care este utilizată tehnologia. De exemplu, antreprenorii de pe internet au creat, de asemenea, noi modele care depind în întregime de tehnologia existentă sau emergentă. Cu ajutorul tehnologiei, întreprinderile pot ajunge la un număr mare de clienți cu costuri minime. În plus, creșterea externalizării și a globalizării a însemnat că modelele de afaceri trebuie să țină cont și de aprovizionarea strategică, de lanțurile de aprovizionare complexe și trecerea la structuri de contractare colaborative și relaționale.

## Perspective teoretice și empirice

### Logica de proiectare și coerență narativă
Logica de proiectare vede modelul de afaceri ca pe un rezultat al creării de noi structuri organizaționale sau al modificării structurilor existente pentru a urmări o nouă oportunitate. Gerry George și Adam Bock (2011) au efectuat o analiză cuprinzătoare a literaturii de specialitate și au intervievat managerii pentru a înțelege cum percep aceștia  componentele unui model de afaceri. În analiza respectivă, acești autori arată că există o logică de proiectare în spatele modului în care antreprenorii și managerii percep și explică modelul lor de afaceri. În extinderi ulterioare ale logicii de proiectare, George și Bock (2012) utilizează studii de caz și datele sondajului IBM privind modelele de afaceri în companiile mari, pentru a descrie modul în care directorii executivi și antreprenorii creează narațiuni sau povești într-o manieră coerentă pentru a muta afacerea de la o oportunitate la alta. De asemenea, ei arată că, atunci când narațiunea este incoerentă sau când componentele poveștii sunt nealiniate, aceste afaceri tind să eșueze. Ei recomandă modalități prin care antreprenorul sau directorul executiv poate crea narațiuni puternice pentru a produce o schimbare.

### Complementarități între firmele partenere
Berglund și Sandström (2013) au susținut că modelele de afaceri ar trebui înțelese dintr-o perspectivă a sistemelor deschise, spre deosebire de a fi o preocupare internă a firmei. Deoarece firmele inovatoare nu dețin control executiv asupra rețelei din jurul lor, inovarea modelelor de afaceri tinde să necesite tactici soft power cu scopul de a alinia interese eterogene. Într-un studiu privind cercetarea colaborativă și aprovizionarea externă cu tehnologie, Hummel și alții (2010) au constatat, în mod similar, că, atunci când se decid asupra partenerilor de afaceri, este important să se asigure că modelele de afaceri ale ambelor părți sunt complementare. De exemplu, ei au constatat că este important să identifice factorii de valoare ai potențialilor parteneri prin analizarea modelelor lor de afaceri și că este benefic să găsească firme partenere care înțeleg aspectele cheie ale modelului de afaceri al propriei firme.
Universitatea din Tennessee a efectuat cercetări privind relațiile de afaceri cu grad ridicat de colaborare. Cercetătorii au codificat cercetările lor într-un model de afaceri de aprovizionare cunoscut sub numele de Vested Outsourcing, un model hibrid de aprovizionare a afacerilor în care cumpărătorii și furnizorii într-o relație de externalizare sau de afaceri se concentrează pe valori și obiective comune pentru a crea un aranjament care să fie extrem de colaborativ și reciproc avantajos pentru fiecare.

## Categorizare
Din aproximativ 2012, unele cercetări și experimente au teoretizat despre un așa-numit „model de afaceri lichid”  .

### Trecerea de la conducte la platforme
Într-un articol din revista Wired, Sangeet Paul Choudary face distincția între două mari familii de modele de afaceri . Choudary pune în contrast conductele (modele de afaceri liniare) cu platformele (modele de afaceri în rețea). În cazul conductelor, firmele creează bunuri și servicii, le distribuie și le vând clienților. Valoarea este produsă în amonte și consumată în aval. Există un flux liniar, la fel ca apa care curge printr-o țeavă. Spre deosebire de conducte, platformele nu se limitează la a crea și la a împinge lucrurile în exterior. Ele permit utilizatorilor să creeze și să consume valori.
Alex Moazed, fondator și director executiv al Applico, definește o platformă ca fiind un model de afaceri care creează valoare prin facilitarea schimburilor între două sau mai multe grupuri interdependente, de obicei consumatori și producători, pentru o anumită valoare. Ca urmare a transformării digitale, acesta este modelul de afaceri predominant al secolului XXI.
Într-un articol de opinie publicat pe MarketWatch, Choudary, Van Alstyne și Parker explică în continuare modul în care modelele de afaceri trec de la conducte la platforme, ducând la perturbarea unor întregi industrii.

### Platformă
Există trei elemente pentru o platformă cu un model de afaceri de succes. Cutia de instrumente creează conexiune, facilitând conectarea altora la platformă. Această infrastructură permite interacțiunile între participanți. Magnetul atrage participanții către platformă. Pentru platformele tranzacționale, atât producătorii, cât și consumatorii trebuie să fie prezenți pentru a atinge masa critică. Facilitatorul de combinare încurajează fluxul de valoare făcând conexiuni între producători și consumatori . Datele se află în centrul unei combinari de succes și diferențiază platformele de alte modele de afaceri.
Chen (2009) a afirmat că modelul de afaceri trebuie să țină cont de capacitățile Web 2.0, cum ar fi inteligența colectivă, efectele rețelei de internet, conținutul generat de utilizator și posibilitatea sistemelor de auto-îmbunătățire. El a sugerat că industria de servicii precum compania aeriană, traficul, transporturile, hotelurile, restaurantele, tehnologia informației și a comunicațiilor și industria jocurilor online vor putea beneficia de adoptarea modelelor de afaceri care țin cont de caracteristicile Web 2.0. El a subliniat, de asemenea, că Modelul de afaceri 2.0 trebuie să ia în considerare nu doar efectul tehnologic al Web 2.0, ci și efectul rețelei de internet. El a dat exemplul poveștii de succes al firmei Amazon în obținerea de venituri uriașe în fiecare an prin dezvoltarea unei platforme deschise care sprijină o comunitate de companii care reutilizează serviciile de comerț la cerere ale firmei Amazon.  
Jose van Dijck (2013) identifică trei moduri principale pe care platformele media aleg să le monetizeze, care marchează o schimbare față de modelele de afaceri tradiționale. Unul este modelul de abonament, în care platformele percep utilizatorilor o mică taxă lunară în schimbul serviciilor. Ea observă că modelul nu era potrivit celor „obișnuiți cu conținut și servicii gratuite”, ceea ce a dus la o variantă, modelul freemium . O a doua metodă este cea prin publicitate. Susținând că publicitatea tradițională nu mai este atrăgătoare pentru oamenii obișnuiți cu „conținutul generat de utilizatori și rețelele sociale”, ea afirmă că companiile apelează acum la strategii de personalizare și individualizare în publicitatea vizată . Eric K. Clemons (2009) susține că consumatorii nu mai au încredere în majoritatea mesajelor comerciale ; Van Dijck argumentează că platformele sunt capabile să ocolească problema prin recomandări personale de la prieteni sau persoane influente de pe platformele sociale, care pot servi ca o formă mai subtilă de publicitate. În cele din urmă, un al treilea model de afaceri comun este monetizarea datelor și metadatelor generate de utilizarea platformelor.

## Aplicații
Malone și alții  au observat că unele modele de afaceri, așa cum sunt definite de aceștia, au funcționat într-adevăr mai bine decât altele într-un set de date format din cele mai mari firme din SUA, în perioada 1998-2002, deși nu au demonstrat dacă existența unui model de afaceri a contat.
În domeniul sănătății, și în special în companiile care valorifică puterea inteligenței artificiale, proiectarea modelelor de afaceri este deosebit de provocatoare, deoarece există o multitudine de mecanisme de creare a valorii și o multitudine de posibile părți interesate. O categorizare în curs de dezvoltare a identificat șapte arhetipuri .
Conceptul unui model de afaceri a fost încorporat în anumite standarde de contabilitate . De exemplu, Consiliul pentru Standarde Internaționale de Contabilitate (CSIC) utilizează un „model de afaceri al entității pentru gestionarea activelor financiare” ca un criteriu pentru a determina dacă astfel de active trebuie evaluate la o valoare amortizată sau la valoarea justă în Standardul său internațional de raportare financiară, IFRS 9.    . În propunerea din 2013 privind contabilizarea instrumentelor financiare, Consiliul pentru Standarde de Contabilitate Financiară a propus, de asemenea, o utilizare similară a modelului de afaceri pentru clasificarea instrumentelor financiare . Conceptul  modelului de afaceri a fost, de asemenea, introdus în contabilitatea impozitelor amânate conform Standardelor Internaționale de Raportare Financiară, cu modificările din 2010 la SIC 12 care abordează impozitele amânate aferente investițiilor imobiliare   .
Atât CSIC, cât și FASB au propus utilizarea conceptului de model de afaceri în contextul raportării veniturilor și cheltuielilor ale locatorului în cadrul proiectului lor comun privind contabilizarea contractelor de leasing     . În modelul său de contabilizare al leasingului din 2016, IFRS 16, CSIC a ales să nu includă un criteriu de „utilitate autonomă” în definiția sa de leasing, deoarece „entitățile ar putea ajunge la concluzii diferite pentru contracte care conțin aceleași drepturi de utilizare, în funcție de diferențele dintre resursele clienților și modelele de afaceri . Conceptul a fost, de asemenea, propus ca o abordare pentru determinarea măsurării și clasificării la contabilizarea contractelor de asigurare  . Ca urmare a accentuării proeminentei crescânde pe care conceptul de model de afaceri a primit-o în contextul raportării financiare, Grupul Consultativ European pentru Raportare Financiară (GCERF), care consiliază Uniunea Europeană cu privire la aprobarea standardelor de raportare financiară, a demarat un proiect privind „Rolul modelului de afaceri în raportarea financiară” în 2011 . 

## Modul de proiectare
Proiectarea modelului de afaceri se referă în general la procesul de proiectare a unui model de afaceri pentru o companie. Aceasta face parte din procesul de dezvoltare a afacerii și a strategiei de afaceri, implicând diferite metode de proiectare . Massa și Tucci (2014)  au subliniat diferența dintre elaborarea unui nou model de afaceri, atunci când nu există niciunul, așa cum este adesea cazul privind derivatele academice și al antreprenoriatului de ultimă tehnologie, și schimbarea unui model de afaceri existent, cum ar fi atunci când  compania de instrumente Hilti a trecut de la vânzarea uneltelor sale la un model de leasing. Ei au sugerat că diferențele sunt foarte mari (spre exemplu, lipsa de resurse în primul caz, inerția și conflictele cu configurațiile și structurile organizaționale existente în cel de-al doilea) încât ar putea merita să se adopte termeni diferiți pentru cele două modele. Ei sugerează că proiectarea modelului de afaceri se referă la procesul de elaborare a unui model de afaceri atunci când nu există niciunul și la reconfigurarea modelului de afaceri pentru procesul de schimbare a unui model de afaceri existent, subliniind, de asemenea, că cele două procese nu se exclud reciproc, ceea ce înseamnă că reconfigurarea poate implica pași. care sunt paralele cu cele ale proiectării unui model de afaceri.

### Considerații privind piața economică
Al-Debei și Avison (2010) consideră finanțarea valorii drept una dintre principalele dimensiuni ale modelului de afaceri, care oferă informații legate de costuri, metode de stabilire a prețurilor și structura veniturilor. Stewart și Zhao (2000) au definit modelul de afaceri drept „o metodă declarativă prin care o firmă își va face banii și își va susține fluxul de profit în timp”. 

### Considerarea componentelor
Osterwalder și colab. (2005) consideră că modelul de afaceri este  modul în care o companie își desfășoară afacerile.  Slywotzky (1996) consideră modelul de afaceri drept „totalitatea modurilor în care o companie își selectează clienții, își definește și diferențiază ofertele, definește sarcinile pe care le va îndeplini singură și cele pe care le va externaliza, își configurează resursele, intrând pe piață, creează ceva folositor pentru clienți și obține profituri.” 

### Rezultatul strategic
Mayo și Brown (1999) au definit modelul de afaceri drept „proiectarea tuturor sistemelor cheie interdependente care creează și susțin o afacere competitivă”.  Casadesus-Masanell și Ricart (2011) explică modelul de afaceri ca fiind un set de „alegeri (politice, active și de guvernare)" și „consecințe (flexibile și rigide)” și subliniază importanța de a lua în considerare „modul în care interacționează cu modelele altor competitori din industrie” în loc să ne gândim la asta izolat. 

## Definiții de proiectare sau dezvoltare
Zott și Amit (2009) văd proiecția modelului de afaceri din perspectiva temelor și a conținutului de proiectare. Temele de proiectare se referă la factorii principali de creare a valorii în sistem, iar conținutul de proiectare examinează mai detaliat activitățile care trebuie efectuate, legătura și succesiunea activităților și cine va efectua activitățile. 

### Accentuarea temelor de proiectare
Dezvoltând un cadru privind dezvoltarea modelului de afaceri folosind accentuarea temelor de proiectare, Lim (2010) a propus dezvoltarea modelului de afaceri de mediu-strategie-structură-operațiuni (ESSO) care ia în considerare alinierea strategiei organizației cu structura, operațiunile, și factorii de mediu în obținerea unui avantaj competitiv în combinații variate de cost, calitate, timp, flexibilitate, inovație și efect. 

### Accentul de conținut al design-ului
Designul modelului de afaceri include modelarea și descrierea unei companii:
- propuneri de valoare
- segmente de clienți țintă
- canale de distributie
- relatii cu clientii
- configurații de valoare
- capabilități de bază
- retea comerciala
- rețeaua de parteneri
- structura costurilor
- model de venituri

Un șablon de proiectare a modelului de afaceri poate ușura procesul de proiectare și descriere a modelului de afaceri pentru o companie. Într-o lucrare publicată în 2017,  Johnson a demonstrat modul în care metodele matriceale pot fi utilizate în mod util pentru a caracteriza arhitectura resurselor, costurilor și veniturilor pe care o întreprindere le folosește pentru a crea și a oferi valoare clienților, care își definesc modelul de afaceri. Sistematizarea acestei tehnici (Johnson stabilește un cod genomic de șapte elemente matrice ale unui model de afaceri) ar sprijini o abordare taxonomică a studiilor empirice ale modelelor de afaceri exact în același mod în care taxonomia lui Linnaeus a revoluționat biologia.
Daas și colab. (2012) au dezvoltat un sistem de sprijinire a deciziilor (DSS) pentru proiectarea modelului de afaceri. În studiul lor, este dezvoltat un sistem de sprijinire a deciziilor (DSS) pentru a ajuta SaaS în acest proces, fiind bazat pe o abordare a proiectării care constă într-un proces de proiectare, ghidat de diverse metode de proiectare. 

## Exemple

Unele platforme media digitale folosesc un model de afaceri cu „triplu produs” în care infotainment-ul (informațiile și divertismentul) este schimbat cu atenția și supravegherea datelor utilizatorilor, care la rândul lor sunt monetizate pentru venituri din reclame specifice.

În istoria timpurie a modelelor de afaceri a fost foarte uzual să se definească tipuri de modele de afaceri, cum ar fi cărămida și mortar sau intermediarul financiar online. Cu toate acestea, aceste tipuri descriu de obicei doar un aspect al afacerii (cel mai adesea modelul de venituri). Prin urmare, literatura mai recentă a modelelor de afaceri se concentrează pe descrierea unui model de afaceri în ansamblu, în loc de prezența exclusivă a aspectelor cele mai vizibile.
Următoarele exemple oferă o prezentare generală a diferitelor tipuri de modele de afaceri care au fost în discuție de la inventarea termenului de model de afaceri:
Cărămizi și clicuri: model de afaceri
Model de afaceri prin care o companie integrează ambele offline (cărămizi) și online (clicuri) prezențe. Un exemplu al modelului bricks-and-clicks este atunci când un lanț de magazine permite utilizatorului să comande produse online, dar îi permite să-și ridice comanda la un magazin local.
Modele de afaceri colective
Sistem de afaceri, organizație sau asociație compuse de obicei dintr-un număr relativ mare de afaceri, comercianți sau profesioniști în aceleași domenii de activitate sau în domenii conexe, care adună resurse, împărtășește informații sau oferă alte beneficii membrilor săi. De exemplu, un Parc științific sau un campus de ultima generație oferă resurse comune (de exemplu, camere curate și alte facilități de laborator) firmelor situate în sediul său și, în plus, încearcă să creeze o comunitate inovativă între aceste firme și angajații lor.
Înlăturarea modelului cu intermediar
Eliminarea intermediarilor într-un lanț de aprovizionare: "înlăturarea intermediarului". În loc să treacă prin canale de distribuție tradiționale, care aveau un anumit tip de intermediar (cum ar fi un distribuitor, angrosist, broker, sau agent), companiile pot acum să se ocupe direct de fiecare client, de exemplu prin Internet.
Model de vânzări directe
Vânzarea directă reprezintă conceptul de marketing și vânzarea produselor direct consumatorilor, departe de o locație fixă de vânzare cu amănuntul. Vânzările se fac de obicei prin planul Partidului, demonstrații unu-la-unu, și alte aranjamente personale de contact. O definiție poate fi: "prezentarea personală directă, demonstrația și vânzarea de produse și servicii către consumatori, de obicei în casele lor sau la locul de muncă."
Modele de afaceri de distribuție, diverse
"Primul plătit, primul servit"
Model de afaceri care funcționează prin perceperea primului client o taxă pentru un serviciu, oferind în același timp acest serviciu gratuit clienților ulteriori.
Franciza
Franciza este practica utilizării modelului de afaceri de succes al unei alte firme. Pentru francizor, franciza este o alternativă la construirea de lanțuri de magazine pentru a distribui bunuri și pentru a evita investițiile și răspunderea asupra unui lanț. Succesul francizorului este succesul francizaților. Se spune că francizatul are un stimulent mai mare decât un angajat direct, deoarece el sau ea are o cotă directă în afacere.

Modelele de afaceri de aprovizionare sunt o abordare bazată pe sisteme pentru structurarea relațiilor cu furnizorii. Un model de afaceri de aprovizionare este un tip de model de afaceri care se aplică relațiilor de afaceri în care mai multe părți trebuie să lucreze cu o altă parte pentru a avea succes. Există șapte modele de afaceri de aprovizionare care variază de la cele tranzacționale la cele bazate pe investiții. Cele șapte modele sunt: furnizor de bază, furnizor aprobat, furnizor preferat, Model de servicii bazate pe performanță / gestionate, "Externalizare cu participare activa Model de afaceri", model de servicii partajate și Model de parteneriat de capital. Modelele de afaceri de aprovizionare sunt destinate profesioniștilor din domeniul achizițiilor care caută o abordare modernă pentru a obține cea mai bună potrivire între cumpărători și furnizori. Teoria modelului de afaceri de aprovizionare se bazează pe un efort de cercetare colaborativ al Universității din Tennessee (UT), grupul industriei de aprovizionare (SIG), Centrul pentru cercetare și educație în Externalizare (CORE) și Asociația Internațională pentru contracte și Management comercial (IACCM). Această cercetare a stat la baza cărții din 2016, Aprovizionarea strategică în noua economie: valorificarea potențialului modelelor de afaceri de aprovizionare în achizițiile moderne.
Modelul de afaceri Freemium
Model de afaceri care funcționează oferind servicii Web de bază sau un produs digital descărcabil de bază, gratuit, în timp ce percepe o primă pentru funcții avansate sau speciale.
Plătește ce poți (PWYC)
Un model de afaceri non-profit sau cu scop lucrativ care nu depinde de prețurile stabilite pentru bunurile sale, ci solicită clienților să plătească ceea ce consideră că produsul sau serviciul merită pentru ei. Este adesea folosit ca tactică promoțională, dar poate fi și metoda obișnuită de a face afaceri. Este o variație a cadourilor economiei și subvenționarea încrucișată, astfel ca depinde de reciprocitate și încredere pentru a reuși.: "Plătește ce vrei"(PWYW) este uneori folosit sinonim, dar "plătește ce poți" este adesea mai orientat spre caritate sau utilizări orientate social, bazate mai mult pe abilitatea de a plăti, în timp ce "plătiți ceea ce doriți" este adesea orientat mai larg către valoarea percepută în combinație cu disponibilitatea și capacitatea de a plăti.
Modelul revânzătorului cu valoare adăugată
Revânzătorul cu valoare adăugată este un model în care o afacere oferă un produs sau serviciu care este revândut de alte întreprinderi, dar cu modificări care adaugă valoare produsului sau serviciului original. Aceste modificări sau adăugiri sunt în mare parte specifice industriei și sunt esențiale pentru distribuție. Întreprinderile care aleg un model VAR trebuie să dezvolte o rețea VAR. Este unul dintre cele mai recente modele de afaceri colaborative care pot ajuta la cicluri de dezvoltare mai rapide și este adoptat de multe companii de tehnologie, în special de software.
Alte exemple de modele de afaceri includ:
- Model de afaceri de licitație
- Model de afaceri "totul într-unul"
- Leasing chimic
- Model de afaceri pentru companii aeriene cu preț scăzut
- Modele de afaceri de loialitate
- Model de afaceri monopol
- Model de afaceri de marketing pe mai multe niveluri
- Modelul de afaceri cu efecte de rețea
- Model de afaceri de licitație online
- Model de afaceri pentru conținutul online
- Model de afaceri premium
- Model profesional open-source
- Modelul de afaceri cu schema piramidală
- Model de afaceri pentru îngrijirea personală
- Servitizarea modelului de afaceri a produselor
- Model de afaceri pe bază de abonament
- Companii de orchestratori de rețea
- Model de afaceri virtual

## Cadre de lucru

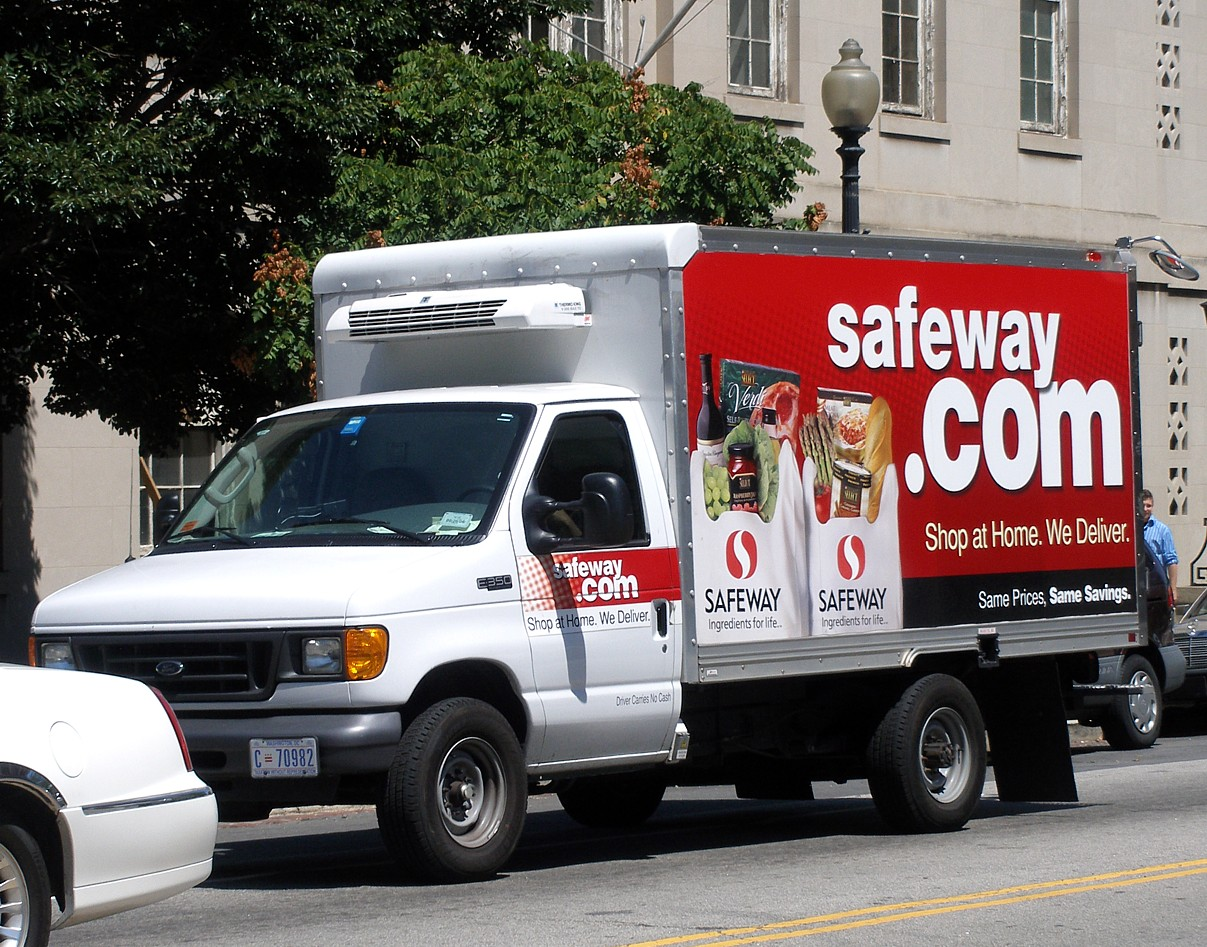
Deși Webvan a eșuat în scopul său de a dezintermedia industria de supermarketuri din America de Nord, mai multe lanțuri de supermarketuri (cum ar fi Safeway Inc.) și-au lansat propriile servicii de livrare, vizând piața de nișă la care se adresează Webvan.

Exemplu de Model de afaceri Canvas

Comunitățile centrate pe tehnologie au definit "cadrele de lucru" pentru modelarea afacerilor. Aceste cadre încearcă să definească o abordare riguroasă a definirii fluxurilor de valoare ale afacerii. Cu toate acestea, nu este clar în ce măsură astfel de cadre sunt de fapt importante pentru planificarea afacerilor. Cadrele de model de afaceri reprezintă aspectul central al oricărei companii; acestea implică "totalitatea modului în care o companie își selectează clienții, își definește și își diferențiază ofertele, definește sarcinile pe care le va îndeplini ea însăși și cele pe care le va externaliza, își configurează resursele, intră pe piață, creează utilitate pentru clienți și captează profituri".  Un cadru de afaceri implică factori interni ( analiza pieței; promovarea produselor/serviciilor; dezvoltarea încrederii; influența socială și schimbul de cunoștințe) și factori externi (concurenți și aspecte tehnologice). 
- Modelul de afaceri de referință

Modelul de referință pentru afaceri este un model de reper, care se concentrează pe aspectele arhitecturale ale activității de bază a unei întreprinderi, organizații de servicii sau agenții guvernamentale.
- Modelul de afaceri pe componente

Tehnica dezvoltată de IBM pentru modelarea și analiza unei întreprinderi este o reprezentare logică sau o hartă a componentelor de afaceri sau a "blocurilor de construcție" și poate fi reprezentată pe o singură pagină. Poate fi utilizată pentru a analiza corelarea strategiei unei întreprinderi cu capacitățile și  investițiile organizației, pentru a identifica capacitățile de afaceri redundante sau care se suprapun etc.
- Modelului de afaceri de servicii industrializate

Modelul de afaceri utilizat în managementul strategic și în marketing-ul serviciilor, care tratează furnizarea de servicii ca pe un proces industrial, supus unor proceduri de optimizare industrială.
- Modelul de afaceri tip canvas

Conceput de A. Osterwalder, Yves Pigneur, Alan Smith și 470 de practicanți din 45 de țări, modelul de afaceri de tip canvas   este unul dintre cele mai utilizate cadre pentru descrierea elementelor modelelor de afaceri.
- OGSMOGSM este dezvoltat de Marc van Eck și Ellen van Zanten de la Business Openers în "Planul de afaceri pe o pagină". Tradus în mai multe limbi din întreaga lume. #Cartea de management nr. 1 în Olanda în 2015. Fundamentul Planul de afaceri pe o pagina este OGSM. Obiective, scopuri, strategii și măsuri (tablou de bord și acțiuni).

## Concepte similare
Procedeul de proiectare a modelului de afaceri face parte din cadrul strategiilor de afaceri. Proiectarea modelului de afaceri și inovarea se referă la modul în care o întreprindere (sau o rețea de întreprinderi) își definește logica de afaceri la nivel strategic.
În schimb, firmele își pun în aplicare modelul de afaceri la nivel operațional, prin intermediul operațiunile lor de afaceri .Acest aspect se referă la activitățile, capacitățile, funcțiile și infrastructura lor la nivel de proces (de exemplu, procesele lor de afaceri și modelarea proceselor de afaceri), structurile lor organizaționale (de exemplu, organigramele, fluxurile de lucru, resursele umane) și sistemele (de exemplu, arhitectura tehnologiei informației, liniile de producție). 
Firma este o consecință a modelului de afaceri și are o relație simbiotică cu acesta, deoarece modelul de afaceri determină angajamentul fata de firmă, iar imaginea mărcii devine o caracteristică a modelului. Gestionarea acestui aspect este o sarcină a  marketing-ului integrat .
Terminologia standard și exemplele de modele de afaceri nu se aplică majorității organizațiilor non-profit, deoarece sursele de venit ale acestora nu sunt, în general, aceleași cu cele ale beneficiarilor. În schimb, se folosește în general termenul "model de finanțare". 
Modelul este definit de viziunea, misiunea și valorile organizației, precum și de o serie de limite ale organizației - ce produse sau servicii va furniza, ce clienți sau piețe va viza și ce mijloace de aprovizionare și de livrare va utiliza. Misiunea și viziunea fac parte împreună din scopul general al afacerii . În timp ce modelul de afaceri include strategii la nivel înalt și indicații tactice privind modul în care organizația va pune în aplicare modelul, acesta include, de asemenea, obiectivele anuale care stabilesc etapele specifice pe care organizația intenționează să le întreprindă în anul următor și măsurile pentru realizarea estimativă a acestora. Fiecare dintre acestea este probabil să facă parte din documentele interne, care sunt la dispoziția auditorului intern.

## Model de inovare a afacerii

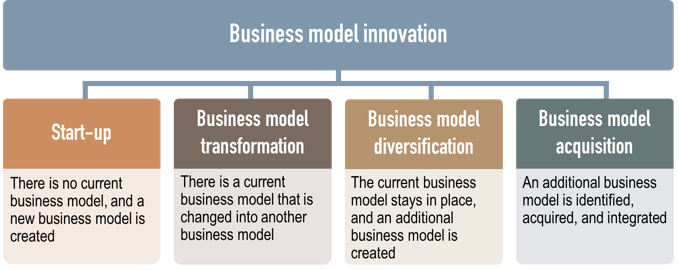
Tipuri de inovare a modelului de afaceri

Atunci când o organizație creează un nou model de afaceri, procesul se numește inovare a modelului de afaceri.  Există o serie de analize pe această temă,     conceptul facilitând analiza și planificarea modificărilor de la un model de afaceri la altul.  Inovarea regulată și reușită a modelului de afaceri poate crește rezistența unei întreprinderi la schimbările din mediul său, iar dacă o organizație are capacitatea de a face acest lucru, aceasta poate deveni un atu competitiv. Deși inovarea modelelor de afaceri promite profituri financiare,  perioadele de inovare radicală a modelelor de afaceri pot reduce potrivirea persoană-organizație și, astfel, pot duce la o fluctuație mai mare a forței de muncă. 

## Adaptarea modelului de afaceri
Ca instanță specifică a dinamicii modelelor de afaceri, un domeniu de cercetare derivat din schimbările în creștere ale modelelor de afaceri, BMA identifică o adaptare a modelului actual de afaceri la modificările derivate din context. BMA poate fi sau nu inovatoare, în funcție de gradul de noutate al schimbărilor implementate. Ca o consecință a noului context, mai multe elemente ale modelului de afaceri sunt promovate pentru a răspunde provocărilor respective, pivotarea modelului de afaceri către noi modele. Companiile își adaptează modelul de afaceri atunci când cineva sau ceva, cum ar fi COVID-19, a bulversat piața. BMA s-ar putea potrivi oricărei organizații, dar operatorii tradiționali sunt mai motivați să își adapteze actualul BM decât să îl schimbe radical sau să creeze unul nou. 

## Linkuri externe
- Materiale media legate de model de afaceri la Wikimedia Commons
- Sustaining Digital Resources: An on-the-ground view of projects today Arhivat în 12 mai 2011, la Wayback Machine., Ithaka, November 2009.  Overview of the models being deployed and analysis on the effects of income generation and cost management.

1. 1 2  Geissdoerfer, Martin; Savaget, Paulo; Evans, Steve (2017). „The Cambridge Business Model Innovation Process”. Procedia Manufacturing. 8: 262–269. doi:10.1016/j.promfg.2017.02.033. ISSN 2351-9789.
2. 1 2  Business Model Generation, Alexander Osterwalder⁠(d), Yves Pigneur⁠(d), Alan Smith, and 470 practitioners from 45 countries, self-published, 2010
3. 1 2  George, G and Bock AJ. 2011. The business model in practice and its implications for entrepreneurship research. Entrepreneurship Theory and Practice, 35(1): 83-111
4. 1 2  George, G and Bock AJ. 2012. Models of opportunity: How entrepreneurs design firms to achieve the unexpected. Cambridge University Press, ISBN: 978-0-521-17084-0
5. ↑  Baden-Fuller, Charles; Mary S. Morgan (2010). „Business Models as Models” (PDF). Long Range Planning. 43 (2/3): 156–171. doi:10.1016/j.lrp.2010.02.005.
6. ↑  Unpacking Sourcing Business Models: 21st Century Solutions for Sourcing Services, The University of Tennessee, 2014
7. ↑  Berglund, Henrik; Sandström, C (2013). „Business model innovation from an open systems perspective: structural challenges and managerial solutions”. International Journal of Product Development. 8 (3/4): 274–2845. doi:10.1504/IJPD.2013.055011.
8. ↑  Karl M. Popp; Ralf Meyer (2010). Profit from Software Ecosystems: Business Models, Ecosystems and Partnerships in the Software Industry. Norderstedt, Germany: BOD. ISBN 978-3-8391-6983-4.
9. ↑  Hummel, E., G. Slowinski, S. Matthews, and E. Gilmont. 2010. Business models for collaborative research. Research Technology Management 53 (6) 51-54.
10. ↑  Vitasek, Kate. Vested Outsourcing: Five Rules that will Transform Outsourcing" (New York: Palgrave Macmillan, 2012) ISBN: 978-1-137-29719-8
11. ↑  
Pedersen, Kristian Bonde; Svarre, Kristoffer Rose; Slepniov, Dmitrij; Lindgren, Peter. „Global Business Model – a step into a liquid business model” (PDF).
12. ↑  
Henning, Dietmar (11 februarie 2012). „IBM launches new form of day-wage labour”. World Socialist Web Site. International Committee of the Fourth International (ICFI). Accesat în 24 februarie 2015. The "liquid" model now being pursued is not limited to IBM. [...] It is no accident that IBM is looking to Germany as the country to pilot this model. Since the Hartz welfare and labour "reforms" of the former Social Democratic Party-Green government (1998-2005), Germany is at the forefront in developing forms of precarious employment. [...] The IBM model globalises the so-called employment contract, increasingly replacing agency working as the preferred form of low-wage labour. Companies assign key tasks to subcontractors, paying only for each project.
13. ↑  Choudary, Sangeet Paul⁠(d) (2013). "Why Business Models fail: Pipes vs. Platforms". Wired.
14. ↑  "What is a Platform" by Alex Moazed on May 1, 2016
15. ↑  "What Twitter knows that Blackberry didn't", Choudary, Van Alstyne, Parker, MarketWatch⁠(d)
16. ↑  Choudary, Sangeet Paul (31 ianuarie 2013). „Three elements of a successful platform”. Harvard Business Review⁠(d).
17. ↑  Chen, T. F. 2009. Building a platform of Business Model 2.0 to creating real business value with Web 2.0 for web information services industry. International Journal of Electronic Business Management 7 (3) 168-180.
18. ↑  Dijck, José van. (2013). The culture of connectivity : a critical history of social media. Oxford: Oxford University Press. ISBN 978-0-19-997079-7. OCLC 839305263.
19. ↑  Clemons, Eric K. (2009). „Business Models for Monetizing Internet Applications and Web Sites: Experience, Theory, and Predictions”. Journal of Management Information Systems (în engleză). 26 (2): 15–41. doi:10.2753/MIS0742-1222260202. ISSN 0742-1222.
20. ↑  "Do Some Business Models Perform Better than Others?", Malone et al., May 2006.
21. ↑  Garbuio, Massimo; Lin, Nidthida (2018). „Artificial Intelligence as a Growth Engine for Health Care Startups: Emerging Business Models”. California Management Review. 61 (2): 59–83. doi:10.1177/0008125618811931.
22. ↑  International Financial Reporting Standard 9: Financial Instruments. International Accounting Standards Board. octombrie 2010. p. A312.
23. ↑  „The beginning of the end for IAS 39 - Issue of IFRS 9 regarding Classification and Measurement of Financial Assets”. Deloitte & Touche. noiembrie 2009. Arhivat din original la 23 februarie 2014. Accesat în 3 iunie 2011.
24. ↑  „Business Models Matter (for Accounting, That Is)”. cfo.com. Arhivat din original la 20 martie 2012. Accesat în 3 iunie 2011.
25. ↑  „An optimist sees the opportunity in every difficulty: is IFRS 9 an opportunity or a difficulty?”. Ernst & Young. decembrie 2010. Arhivat din original la 5 aprilie 2012. Accesat în 3 iunie 2011.
26. ↑  „FASB Exposure Draft: Recognition and Measurement of Financial Assets and Financial Liabilities”. Financial Accounting Standards Board⁠(d). 12 aprilie 2013. p. 174. Arhivat din original la 4 martie 2016. Accesat în 11 iunie 2013.
27. ↑  International Accounting Standard 12: Income Taxes. International Accounting Standards Board. 31 decembrie 2010. p. A508.
28. ↑  „IASB issues amendments to IAS 12” (PDF). Deloitte & Touche. ianuarie 2010. Arhivat din original (PDF) la 9 septembrie 2011. Accesat în 3 iunie 2011.
29. ↑  „Amendments to IAS 12:Income Taxes” (PDF). Ernst & Young. decembrie 2010. Arhivat din original (PDF) la 20 octombrie 2011. Accesat în 3 iunie 2011.
30. ↑  „Exposure Draft:Leases” (PDF). International Accounting Standards Board. august 2010. p. 31. Arhivat din original (PDF) la 5 septembrie 2011. Accesat în 3 iunie 2011.
31. ↑  „Exposure Draft: Leases”. Financial Accounting Standards Board⁠(d). 17 august 2010. p. 29. Arhivat din original la 8 aprilie 2011. Accesat în 3 iunie 2011.
32. ↑  „Project Update: Leases—Joint Project of the FASB and the IASB”. Financial Accounting Standards Board⁠(d). 1 august 2012. Arhivat din original la 5 ianuarie 2011. Accesat în 2 august 2012.
33. ↑  „Exposure Draft: Leases” (PDF). International Accounting Standards Board. mai 2013. p. 30. Arhivat din original (PDF) la 26 noiembrie 2013. Accesat în 11 iunie 2013.
34. ↑  „FASB Exposure Draft: Leases”. Financial Accounting Standards Board⁠(d). 16 mai 2013. p. 82. Arhivat din original la 27 iunie 2013. Accesat în 11 iunie 2013.
35. ↑  IFRS 16 Leases: Basis for Conclusions. International Accounting Standards Board. ianuarie 2016. p. 39.
36. ↑  „Application of business model to insurance contracts” (PDF). HUB global insurance group. Arhivat din original (PDF) la 23 iulie 2011. Accesat în 3 iunie 2011.
37. ↑  „FASB Education Session - Insurance Contracts:PricewaterhouseCoopers Summary of the Meeting” (PDF). PricewaterhouseCoopers. 9 februarie 2010. Accesat în 3 iunie 2011.
38. ↑  „EFRAG calls for candidates for an Advisory Panel on the proactive project on the Role of the Business Model in Financial Reporting”. European Financial Reporting Advisory Group. 15 decembrie 2010. Arhivat din original la 24 iunie 2011. Accesat în 3 iunie 2011.
39. ↑  Massa, L., & Tucci, C. L. 2014. Business model innovation. In M. Dodgson, D. M. Gann & N. Phillips (Eds.), The Oxford handbook of innovation management: 420–441. Oxford, UK: Oxford University Press.
40. ↑  Lee, G. K. and R. E. Cole. 2003. Internet Marketing, Business Models and Public Policy. Journal of Public Policy and Marketing 19 (Fall) 287-296.
41. ↑  Osterwalder, A., Pigneur, Y. and C. L. Tucci. 2005. Clarifying Business Models: Origins, Present, and Future of the Concept. Communications of the Association for Information Systems 16 1-40.
42. ↑  Slywotzky, A. J. (1996). Value Migration: How to Think Several Moves Ahead of the Competition⁠(d). Boston, MA: Harvard Business Review Press.
43. ↑  Mayo, M. C. and G.S. Brown. 1999. Building a Competitive Business Model. Ivey Business Journal63 (3) 18-23.
44. ↑  „How to Design a Winning Business Model”. Harvard Business Review. Accesat în 23 noiembrie 2016.
45. ↑  Zott, C. and R. Amit. 2009. Business Model Design: An Activity System Perspective. Long Range Planning 43 216-226
46. ↑  Lim, M. 2010. Environment-Strategy-Structure-Operations (ESSO) Business Model. Knowledge Management Module at Bangor University, Wales. https://communities-innovation.com/wp-content/uploads/2019/06/ESSO-Business-Model-Michael-Lim-Bangor-University-iii.pdf Arhivat în 20 septembrie 2019, la Wayback Machine.
47. ↑  Johnson P. (decembrie 2017). „Business Models: Formal Description and Economic Optimization”. Managerial and Decision Economics. 38–8 (8): 1105–1115. doi:10.1002/mde.2849.
48. ↑  Daas, D., Hurkmans, T., Overbeek, S. and Bouwman, H. 2012. Developing a decision support system for business model design. Electronic Markets - The International Journal on Networked Business⁠(d), published Online 29. Dec. 2012.
49. ↑  Diaz Ruiz, Carlos (30 octombrie 2023). „Disinformation on digital media platforms: A market-shaping approach”. New Media & Society (în engleză). doi:10.1177/14614448231207644. ISSN 1461-4448. "Figure 3. The triple-product business model of digital media markets."
50. ↑  Borgh, Michel; Cloodt, Myriam; Romme, A. Georges L. (2012). „Value creation by knowledge-based ecosystems: Evidence from a field study”. R&D Management. 42 (2): 150–169. doi:10.1111/j.1467-9310.2011.00673.x.
51. ↑  Michael A. Belch George E. Belch Advertising and Promotion: An Integrated Marketing Communications Perspective, 7/e., McGraw-Hill/Irwin, 2006
52. ↑  Keith, Bonnie (2016). Strategic Sourcing in the New Economy: Harnessing the Potential of Sourcing Business Models for Modern Procurement (ed. 1st). New York: Palgrave Macmillan. ISBN 978-1137552181. Parametru necunoscut |arată-autori= ignorat (ajutor)
53. ↑  JLM de la Iglesia, JEL Gayo, "Doing business by selling free services". Web 2.0: The Business Model, 2008. Springer
54. ↑  Gergen, Chris; Gregg Vanourek (3 decembrie 2008). „The 'pay as you can' cafe”. The Washington Times. Accesat în 10 martie 2009.
55. ↑  . Arhivat din original|archive-url= necesită |url= (ajutor) la 4 octombrie 2007. Lipsește sau este vid: |title= (ajutor)
56. ↑  „Pay What You Can”. Alley Theatre. Accesat în 10 martie 2009.
57. ↑  Slywotzky, A. J. (1996). Value Migration: How to Think Several Moves Ahead of the Competition⁠(d). Boston, MA: Harvard Business School Press.
58. ↑  Ferri Fernando, D'Andrea Alessia, Grifoni Patrizia (2012). IBF: An Integrated Business Framework for Virtual Communities in Journal of electronic commerce in organizations; IGI Global, Hershey (Stati Uniti d'America)
59. ↑  'The Business Model Ontology - A Proposition In A Design Science Approach Arhivat în 11 mai 2011, la Wayback Machine.
60. ↑  William Foster, Peter Kim, Barbara Christiansen. Ten Nonprofit Funding Models Arhivat în 20 august 2012, la Wayback Machine., Stanford Social Innovation Review. 2009-03-05.
61. 1 2  Geissdoerfer, Martin; Vladimirova, Doroteya; Evans, Steve (2018). „Sustainable business model innovation: A review”. Journal of Cleaner Production. 198: 401–416. doi:10.1016/j.jclepro.2018.06.240. ISSN 0959-6526.
62. ↑  Osterwalder, A., Pigneur, Y., Tucci, C.L. (2005). „Clarifying business models: Origins, present, and future of the concept”. Communications of the Association for Information Systems. 16: 1–25. doi:10.17705/1CAIS.01601.
63. ↑  Chesbrough, Henry (2010). „Business Model Innovation: Opportunities and Barriers”. Long Range Planning. 43 (2–3): 354–363. doi:10.1016/j.lrp.2009.07.010. ISSN 0024-6301.
64. ↑  Foss, Nicolai J.; Saebi, Tina (2017). „Fifteen Years of Research on Business Model Innovation” (PDF). Journal of Management (în engleză). 43 (1): 200–227. doi:10.1177/0149206316675927. ISSN 0149-2063.
65. 1 2  Schallmo, D. (2013). Geschäftsmodell-Innovation: Grundlagen, bestehende Ansätze, methodisches Vorgehen und B2B-Geschäftsmodelle. Wiesbaden: Springer.
66. ↑  Mitchell, Donald W.; Bruckner Coles, Carol (2004). „Business model innovation breakthrough moves”. Journal of Business Strategy (în engleză). 25 (1): 16–26. doi:10.1108/02756660410515976. ISSN 0275-6668.
67. ↑  Latifi, Mohammad-Ali; Nikou, Shahrokh; Bouwman, Harry (1 septembrie 2021). „Business model innovation and firm performance: Exploring causal mechanisms in SMEs”. Technovation (în engleză). 107: 102274. doi:10.1016/j.technovation.2021.102274. ISSN 0166-4972.
68. ↑  Menter, Matthias; Göcke, Lutz; Zeeb, Christopher (26 decembrie 2022). „The Organizational Impact of Business Model Innovation: Assessing the Person-Organization Fit”. Journal of Management Studies (în engleză): joms.12902. doi:10.1111/joms.12902. ISSN 0022-2380.
69. ↑  Penarroya-Farell, Montserrat; Miralles, Francesc (2022). „Business Model Adaptation to the COVID-19 Crisis: Strategic Response of the Spanish Cultural and Creative Firms”. Journal of Open Innovation: Technology, Market, and Complexity (în engleză). 1 (1): 39. doi:10.3390/joitmc8010039.